# Omegle
Omegle è stato un sito web di chat online che permetteva agli utenti di comunicare con persone da tutto il mondo senza doversi registrare a nessun account. Il servizio accoppiava casualmente gli utenti in una sessione di chat uno-a-uno nella quale chattavano anonimamente definendosi come "You" (tu, o voi). Il sito fu creato dal diciottenne Leif K-Brooks, e fu lanciato il 25 marzo 2009 Il logo contiene un'omega (Ω) ruotata di 45 gradi in senso antiorario, che somiglia alla forma di una testa. Il 14 marzo 2009 Omegle introdusse la video conferenza in aggiunta alla chat scritta. Meno di un mese dopo il lancio, Omegle raggiunse circa le 150.000 visite al giorno. L'utilizzo degli pseudonimi "You", lo slogan "Talk to strangers!" e messaggi automatici come "Stranger has disconnected" (Lo sconosciuto si è disconnesso) alla conclusione di una sessione di chat, sembrano aver contribuito alla crescita della popolarità del sito.
Il tipo di chat che Omegle ha popolarizzato è definita chat anonima o chat tra estranei. Raffronti potevano essere fatti con l'AOL dei primi anni novanta. Il sito offriva un'applicazione mobile che permetteva agli utenti di usufruire del servizio da terminali Android, iOS e PalmwebOS e Windows Phone.
Omegle ha chiuso i battenti l'8 novembre 2023 alle ore 19:26 (UTC-5) con un messaggio in cui il creatore spiegava le sue difficoltà a livello economico e psicologico per continuare a far andare avanti il sito e, di conseguenza, la decisione di chiuderlo.

## Caratteristiche
Omegle includeva una modalità chiamata "Spy Mode" (Modalità Spia), che collegava tre estranei. Uno di loro formulava una domanda agli altri due, perché questi rispondano o ne discutano, senza avere comunque la possibilità di intervenire; tale modalità era ancora in beta sino alla chiusura.
Omegle permetteva ai visitatori di usare Facebook Connect al fine di incontrare estranei con gli stessi interessi. La funzione era basata sui "mi piace" che l'utente ha impostato sul suo account Facebook. In mancanza di corrispondenza di interessi tra gli utenti, questi saranno comunque accoppiati in modo casuale.
Il sito era fornito di un sistema anti-spam, noto come reCAPTCHA, che periodicamente interagisce con l'utente in modo da evitare gli spam provenienti da sistemi automatici che interveniva ad ogni nuova chat o videochat.

## Controversie
Omegle conteneva un disclaimer che vietava l'utilizzo ai minori di 18 anni. Gli indirizzi IP erano memorizzati e tenuti in memoria fino a 120 giorni, secondo la normativa sulla tutela della privacy condotta dal sito. Quest'ultima inoltre spiega che gli utenti che salvano i contenuti di una sessione di chat possono aver il loro indirizzo IP memorizzato indefinitamente, e che l'utilizzo della videochat comporta uno scambio di indirizzi IP tra i terminali dei due utenti. La memorizzazione degli indirizzi IP è per "motivi di legge".
Il sito inizialmente non disponeva di un filtro per contenuti inappropriati, e un utente poteva quindi incontrare nudità o contenuti sessualmente espliciti in camera. K-Brooks riconoscendo la cattiva condotta di diversi utenti ha espresso disapprovazione per il modo in cui il sito è stato usato. È stato quindi aggiunto un controllo che verifica eventuali nudità e banna l'utente impedendogli quindi di continuare a chattare.

## Chiusura
Il sito ha chiuso il 9 novembre 2023. La chiusura è stata presa con particolare attenzione dalle testate giornalistiche principali di tutto il mondo, comprese quelle italiane come Agi.
La chiusura è stata comunicata dal fondatore, Leif K-Brooks, tramite un messaggio che compare quando si visita il sito. Stando a quanto scritto nel messaggio, K-Brooks non ce l'avrebbe più fatta a sostenere le spese e, più in generale, lo stress generato dalla gestione del sito, così tanto che lo ha portato a scrivere: "Non vorrei avere un infarto a 30 anni". K-Brooks, sempre nel messaggio, pone attenzione all'uso improprio di Omegle da parte di molte persone.
Nella parte iniziale del messaggio si trovano due citazioni, una a C.S. Lewis e l'altra a Douglas Adams.